# Dour
Dour (wa. i pcd. Doû) – miejscowość i gmina w południowej Belgii, w Regionie Walońskim, w prowincji Hainaut, w okręgu Mons. 1 stycznia 2024 r. liczyła 16 567 mieszkańców.

## Podział administracyjny
W skład gminy wchodzą trzy dzielnice (section):
- Blaugies
- Élouges
- Wihéries